# اندیس عباس‌آباد ۱
عباس آباد ۱ یک اندیس مصالح ساختمانی است که در حوالی شهر چوپانان استان اصفهان قرار دارد و مادهٔ معدنی موجود در آن، سنگ تزئینی است.  